# لويزة منخفضة
لويزة منخفضة (الاسم العلمي: Aloysia depressa) هو نوع نباتي يتبع جنس اللويزة من فصيلة اللويزية.